# Kruiningen

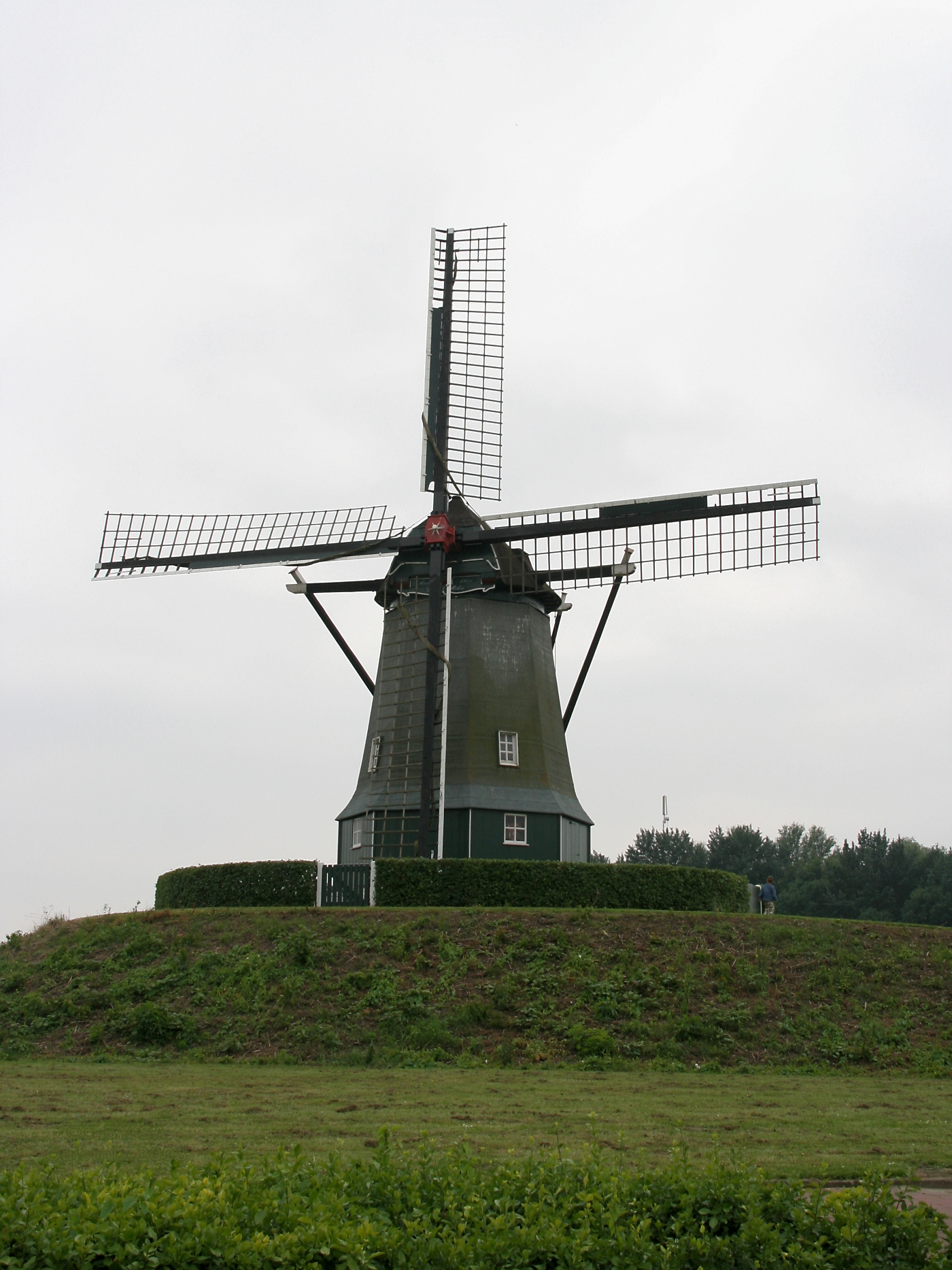
Kruiningen: De Oude Molen, edificio classificato come rijksmonument

Kruiningen  (in zelandese: Krunege) è una località di circa 3.500 abitanti della costa sud-occidentale dei Paesi Bassi, facente parte della provincia della Zelanda e situata nella penisola di Zuid-Beveland, dove si affaccia sulla Schelda occidentale  (il tratto di estuario del fiume Schelda che ha tuttora uno sbocco diretto sul Mare del Nord). Dal punto di vista amministrativo, si tratta di un ex-comune, dal 1970 accorpato alla nuova municipalità di Reimerswaal , di cui è il capoluogo.
In passato era una signoria, sede del casato di Kruiningen o Cruningen.

## Geografia fisica

### Collocazione
Kruiningen si trova nella parte centrale della costa meridionale del Zuid-Beveland, tra le località di Yerseke e Krabbendijke (rispettivamente a sud della prima e ad ovest della seconda) e a circa 15 km a sud-est  di Goes.

### Suddivisione amministrativa
L'ex-comune di Kruiningen comprendeva anche una parte della buurtschap di Tolseinde-

## Società

### Evoluzione demografica
Nel 2011, Kruiningen contava una popolazione (stimata) di 3.530 abitanti.
Nel 2008, la popolazione stimata era di 3.495 abitanti, mentre al censimento del 2001, la popolazione era pari a 3.310 abitanti.

## Storia
Le prime attestazioni della signoria di Kruiningen risalgono al 1203.
Nel 1361, fu costruito dai signori di Kruiningen un castello in loco, chiamato castello di Kruiningen o Huis te Kruinigen. Questo edificio fu però demolito nel 1721.

## Stemma
Lo stemma di Kruiningen presenta quattro righe gialle verticali alternate a tre righe gialle verticali.
Lo stemma deriva probabilmente da uno stemma apparso nel 1214 in un documento redatto da Walter van Cruninghe.

## Monumenti e luoghi d'interesse

### De Oude Molen
Tra gli edifici d'interesse, figura De Oude Molen ("il vecchio mulino"), risalente al 1801.

## Infrastrutture e trasporti
Fino al 2003, anno in cui fu costruito il tunnel della Schelda occidentale, Kruiningen garantiva un collegamento via traghetto con la località di Perkpolder, nelle Fiandre zelandesi.

## Sport
La squadra di calcio locale è il VV Kruiningen, club fondato negli anni venti del XX secolo.